# Mizrock
Miz (渡辺みづき Watanabe Mizuki) es una cantante de pop/rock nacida el 6 de marzo de 1981 en la ciudad de Kitami (Japón). Miz tiene paralelamente carreras musicales en Suecia y Japón. Aunque la mayor parte de su música es editada en Japón, escogió como centro de grabación la pequeña isla de Gotland en Suecia, lugar en el que realiza prácticamente todo su material promocional, incluyendo grabaciones, videos y sesiones fotográficas.

## Perfil
- Nombre Artístico: Mizrock, Miz
- Nombre Verdadero: 渡辺みづき (Watanabe Mizuki)
- Fecha de Nacimiento: 6 de marzo de 1981
- Lugar de Nacimiento: Hokkaidō, Japón
- Signo Zodiacal: Piscis
- Tipo de Sangre: B

## Discografía

### Álbumes Japón
1. Say It's Forever, 21 de agosto de 2004
  - Dreams, 9 de marzo de 2005
2. Mizrock, 22 de febrero de 2006

### Sencillos Japón
1. New Day, 18 de febrero de 2004
2. Waiting For, 21 de julio de 2004
3. In the Sky, 3 de agosto de 2005
4. Backseat Baby, 30 de noviembre de 2005
5. Bittersweet, 25 de enero de 2006
6. Good bye, yesterday,(ending de la serie romeo x juliet) 25 de julio de 2007

#### Otros
- Sencillos predebut de Miz, lanzado bajo el nombre de Mizuki Watanabe

1. I WILL 18 de junio de 1999
2. Ambition, 24 de noviembre de 1999

### Álbumes Suecia
1. Story Untold, 22 de septiembre de 2004
2. Story Untold - Second press, 19 de noviembre de 2004

### Sencillos Suecia
1. Waiting, 13 de septiembre de 2004